# W-18 (drogue)
Le W-18 est un composé organique de la classe des sulfonamides. Il fait partie d'une série de 32 substances (nommées W-1 à W-32) qui ont été synthétisées pour la première fois dans le cadre de recherches universitaires sur le développement de médicaments analgésiques dans les années 1980. Le W-18 était le plus efficace de ces composés, et il est ré-apparu, pour un usage récréatif, comme drogue de synthèse dans les années 2010.

## Histoire
Le W-18 a été inventé à l'Université de l'Alberta par un laboratoire travaillant sur les médicaments analgésiques dans les années 1980, et des études préliminaires sur modèle murin ont montré qu'il avait effectivement une activité antalgique chez la souris,. La série W-1 à 32 a été brevetée en 1982, mais sans application pharmaceutique notable, ces composés n'ont jamais été commercialisés, et le brevet est tombé dans le domaine public en 1992.
Le W-18 a été identifié, en lien avec la consommation de drogues récréatives, comme substitut à d’autres substances stupéfiantes contrôlées en Europe en 2013,  et en Amérique du Nord en 2015,,.

## Activité
Dans les années 2010, la presse populaire a souvent présenté le W-18 comme un opioïde "cent fois plus puissant que le fentanyl", mais il s'est avéré plus tard que ce n'était pas le cas,,. S'il présente certes une activité antalgique supérieure à la morphine chez les souris, il n'a de fait pas d'activité opioïde chez l'Homme. On a constaté que le W-18 (et son homologue de la même série, le W-15) présentait une faible activité à la fois sur les récepteurs sigma et sur la protéine translocatrice (récepteur périphérique des benzodiazépines). Il inhibe également le canal potassique hERG avec une affinité micromolaire, ce qui pourrait potentiellement provoquer une arythmie cardiaque, mais à fortes doses. On ne connaît à ces deux composés (W-15 et W-18) aucun intérêt pharmaceutique.

## Légalité
En Suède, le W-18 a été rendu illégal en janvier 2016. Au Canada, le W-18 et ses analogues ont été classés comme substances contrôlées dans l'annexe I.  La possession sans autorisation légale peut entraîner une peine maximale de 7 ans d’emprisonnement. De plus, Santé Canada a modifié le Règlement sur les aliments et drogues en mai 2016 pour classer le W-18 comme un médicament d’usage restreint.